# Speldorf
Speldorf, Mülheim an der Ruhr-Speldorf — dzielnica miasta Mülheim an der Ruhr w Niemczech, w kraju związkowym Nadrenia Północna-Westfalia.